# Caroline von Knorring
Caroline von Knorring (6 octobre 1841 – 4 août 1925) est une photographe suédoise. Elle est parmi les première femmes photographes professionnelles du pays.

## Biographie
Caroline Gustafva Eleonora von Knorring naît à Göteborg le 6 octobre 1841. Elle est la fille du major et baron Gustaf Isak von Knorring, un noble suédois sans ressources. Caroline von Knorring a donc besoin de gagner sa vie. Lors de l'abolition du système des corporations en Suède en 1846, les femmes obtiennent le même droit que les hommes d'exercer les métiers de leur choix. Elle choisit de devenir photographe, la profession étant considérée comme respectable. Elle déménage de Göteborg à Stockholm et ouvre un studio photo au 21 Jakobsbergsgatan, qu'elle dirige entre 1864 et 1871. Elle réalise surtout des portraits mais publie également deux recueils de photos sur Stockholm et ses alentours.

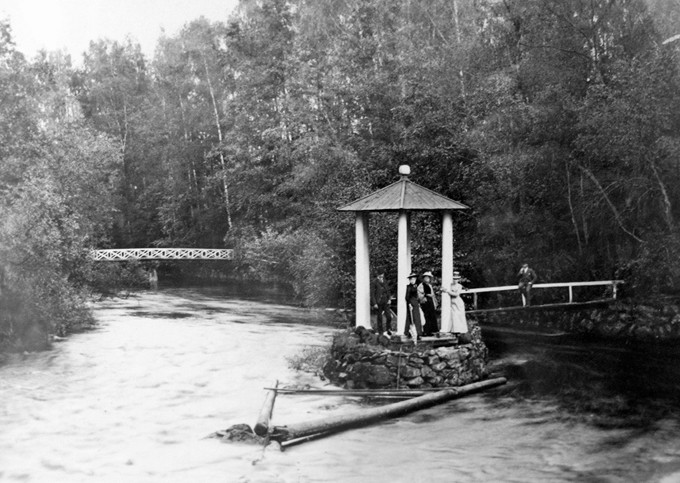
Ecotemple de Ludvika

En 1872, Caroline von Knorring épouse le plus jeune fils du patron d'un moulin, Carl Ehrenfried. Ils s'installent au manoir de Sunnansjö près de Ludvika. Elle ferme son studio et photographie dès lors son environnement et des paysages pour le plaisir.
Après la mort de son mari en 1905, elle déménage au manoir Ludvika et utilise le manoir Sunnansjö comme résidence d'été.
Elle meurt le 4 août 1925. Sa dépouille repose dans la tombe familiale de Roths au cimetière de l'église Ludvika Ulrica.

## Galerie

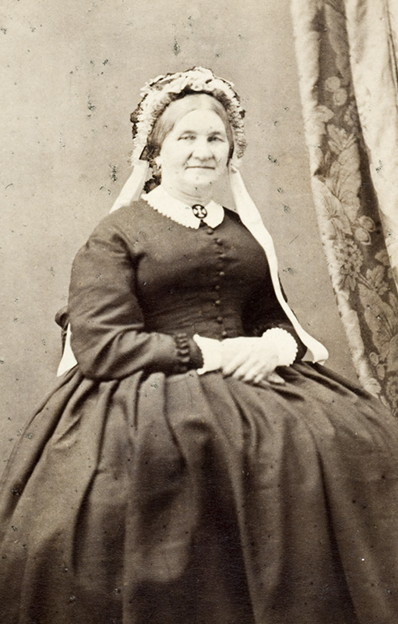
Amalia Spaak
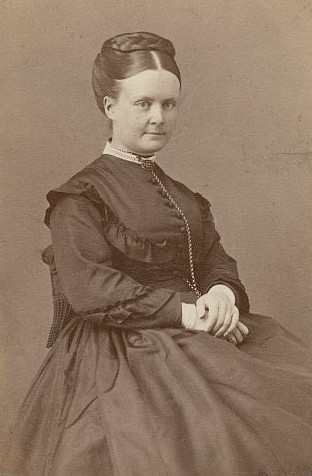
Anonyme
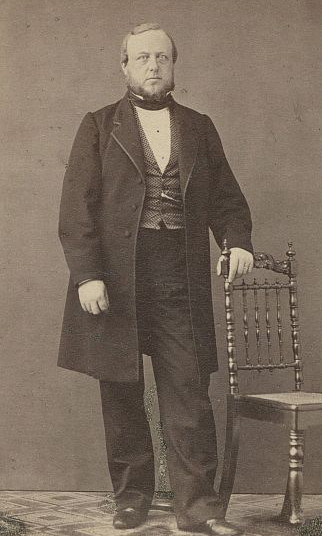
Carl Edward Roth (son beau-frère)
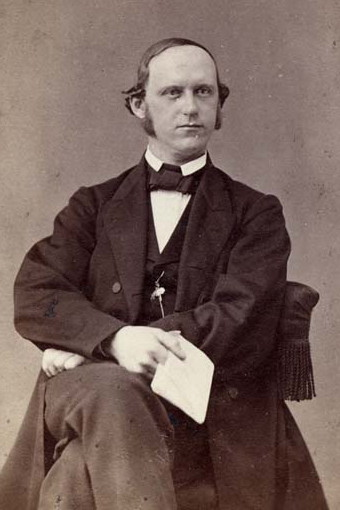
Frans Huss
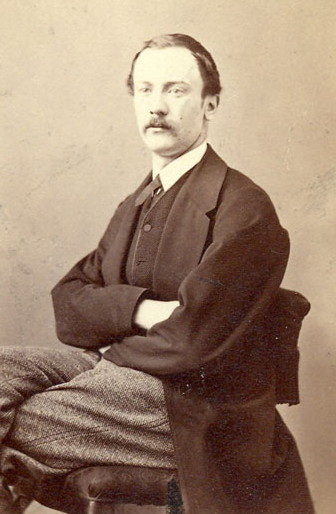
Anonyme
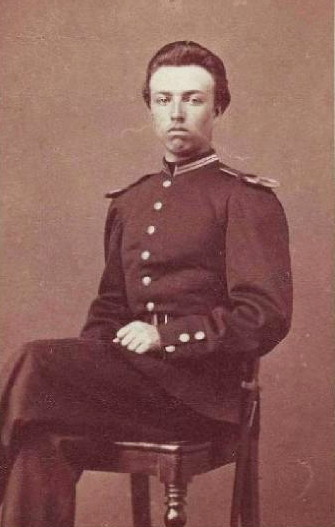
Gustaf Fredrik Wistrand